# No Scrubs
«No Scrubs» es una canción de TLC grabada en 1999 para su álbum FanMail. En los Estados Unidos alcanzó la primera posición del Billboard Hot 100.

## Vídeo
El vídeo musical fue dirigido por Hype Williams, recibió apoyo masivo en MTV y ganó la nominación de los 1999 MTV Video Music Award al Mejor Vídeo de Grupo, superando a los favoritos NSYNC y los Backstreet Boys. Cada miembro tenía un conjunto en el vídeo. El vídeo también tiene una secuencia de baile donde las chicas danzan frente al logotipo de "TLC". La mezcla principal se utiliza en el vídeo en lugar de la versión del álbum. El vídeo muestra a las chicas en tres equipos diferentes: Chilli es de color negro, Left Eye, en azul y T-Boz en blanco y fucsia. Además hay fotos de las chicas juntas donde tienen dos trajes diferentes: negro y plata. T-Boz tiene el pelo fucsia en el vídeo. El montaje del vídeo es similar al de Michael Jackson y Janet Jackson "Scream".

## Canciones
- US CD sencillo

1. «No Scrubs» (Álbum Versión) - 3:39
2. «No Scrubs» (Instrumental) - 3:37

- International CD1

1. «No Scrubs» (Álbum Versión) - 3:37
2. «No Scrubs» (Main Mix with Left Eye's Rap) - 4:00
3. «No Scrubs» (Instrumental) - 3:37
4. «Silly Ho» (Álbum Versión) - 4:16

- International CD2

1. «No Scrubs» (Álbum Versión) - 3:39
2. «Waterfalls» (Radio Versión) - 4:19
3. «Creep» (Radio Versión) - 4:26